# Ур-ґіґір
Ур-ґіґір ( 𒌨𒄑 ) — правитель з 4-ї династії Урука. Був сином правителя (енсі) Урука Ур-нігіна, який жив у 22 столітті до нашої ери.

## Життєпис
Згідно з шумерським списком царів, другий правитель з 4-ї династії Урука. Батько Ур-Ґіґіра Ур-Нігін знищив Аккадську імперію, яка, ймовірно, вже була ослаблена гутіями, і заснував четверту династію Урука.
Шумерський список царів, описуючи внутрішню нестабільність часів занепаду Аккадської імперії, після смерті Шар-калі-Шарі, згадує правління кількох енсі, серед яких був і Ур-Ґіґір: 

«Хто був королем? Хто не був королем? Ірґіґі — король; Нанум — король; Імі — король; Ілулу — четверо з них були королями, але правили лише три роки. Дуду правив 21 рік; Шу-Турул, син Дуду, правив 15 років... Агаде (Аккад) зазнав поразки, і правління перейшло до Урука, Ур-Нінгін правив 7 років; Ур-ґіґір правив 6 років; ... Пузур-ілі правив 5 років, (династія) Урук був убитий зброєю, і його царство було викрадено ордами гутіїв».
Ур-Ґіґір фігурує в кількох написах, де він згадує свого батька Ур-нігіна. Один з них гласить:

«Ур-Ґіґір, намісник бога Думузі, син Ур-Нігара, могутнього чоловіка, правителя Уруку, і Ама-Лагар, його мати, для богині Ніншешегари, його покровительки, храм Ешешегара, її улюблений храм у Патібірі він побудовав для неї».
Пізніше четверта династія Урука була знищена династією Гутіан. 